# Cimetière arménien de Tbilissi
Le cimetière arménien de Tbilissi ou Panthéon Khojivank de Tbilissi connu également sous la dénomination Khojivank (en géorgien : ხოჯივანქი et en arménien : Խոջիվանք) ou encore Khojavank (en arménien : Խոջավանք), est un cimetière arménien situé dans le quartier de Avlabari (en) à Tbilissi en Géorgie. De nombreuses personnalités arméniennes du monde des arts y sont inhumées.

## Personnes inhumées
De nombreux artistes célèbres ainsi d'autres personnalités reposent au cimetière arménien de Tblissi, parmi eux :
- Raffi (1835-1888), écrivain ;
- Gabriel Soundoukian (1825-1912), écrivain ;
- Simon Zavarian (1866-1913), révolutionnaire ;
- Hovhannès Toumanian (1869-1923), écrivain ;
- Nar-Dos (1867-1933), écrivain.